# Plectris fulgida
Plectris fulgida är en skalbaggsart som beskrevs av Frey 1973. Plectris fulgida ingår i släktet Plectris och familjen Melolonthidae. Inga underarter finns listade i Catalogue of Life.